# Copa México 1969-70
La Copa México 1969-70 fue la edición número 54 de la competición, y la número 27 en la era profesional. Contó con la participación de los 16 equipos de la 
Primera División y se jugó con un formato de eliminación directa, dejando atrás la modalidad de jugarse en grupos eliminatorios de cuatro equipos. Esta edición del torneo también recibió la denominación de Copa Presidencial y Copa Díaz Ordaz en honor al presidente de la república mexicana.
El torneo empezó el miércoles 9 de abril de 1969 y concluyó el sábado 31 de mayo de ese mismo año en el Estadio Jalisco de Guadalajara, Jalisco. El campeón fue el   Club Deportivo Guadalajara quien logró su segundo título de copa tras vencer al Club de Fútbol Torreón  por marcador global de 5 goles a 3.

## Sistema de competencia
Esta edición de la Copa se utilizó un modelo tradicional de eliminación directa, donde el equipo con mayor número de goles en el marcador global avanzaba a la siguiente ronda y el perdedor dejaba la competencia. Esto sistema vino a reemplazar al utilizado en las ediciones inmediatas precedentes, el cual consistía en dividir en grupos de cuatro a los equipos participantes.
Ya que el torneo estuvo compuesto únicamente por equipos de la Primera División, no hubo necesidad de realizar una ronda preliminar. Al contar sólo con 16 equipos, la Copa comenzó directamente en la ronda de octavos de final. Cada ronda se jugó a dos partidos, de visita recíproca.

## Equipos por Entidad Federativa
Las entidades federativas de la República Mexicana con más equipos profesionales en el certamen fue el Distrito Federal cinco equipos.
| Monterrey Atlas Guadalajara Oro Veracruz Laguna Torreón Toluca UNAM América Atlante Pachuca Cruz Azul Irapuato León Necaxa |

| Entidad Federativa | N.º | Equipos                        |
| ------------------ | --- | ------------------------------ |
| Distrito Federal   | 4   | América, Atlante, Necaxa, UNAM |
| Jalisco            | 3   | Atlas, Guadalajara y Oro       |
| Coahuila           | 2   | Laguna, Torreón                |
| Guanajuato         | 2   | Irapuato, León                 |
| Hidalgo            | 2   | Cruz Azul, Pachuca             |
| Estado de México   | 1   | Toluca                         |
| Nuevo León         | 1   | Monterrey                      |
| Veracruz           | 1   | Veracruz                       |

## Ronda eliminatoria
|  | Octavos de final | Octavos de final | Octavos de final | Octavos de final |   |             | Cuartos de final | Cuartos de final | Cuartos de final | Cuartos de final |  |             | Semifinales | Semifinales | Semifinales | Semifinales |  |             | Final | Final | Final | Final |  |
|  |                  |                  |                  |                  |   |             |                  |                  |                  |                  |  |             |             |             |             |             |  |             |       |       |       |       |  |
|  |                  |                  |                  |                  |   |             |                  |                  |                  |                  |  |             |             |             |             |             |  |             |       |       |       |       |  |
|  | Irapuato         | 0                | 1                | 1                |   |             |                  |                  |                  |                  |  |             |             |             |             |             |  |             |       |       |       |       |  |
|  | Irapuato         | 0                | 1                | 1                |   |             |                  |                  |                  |                  |  |             |             |             |             |             |  |             |       |       |       |       |  |
|  | Guadalajara      | 0                | 2                | 2                |   |             |                  |                  |                  |                  |  |             |             |             |             |             |  |             |       |       |       |       |  |
|  | Guadalajara      | 0                | 2                | 2                |   | Guadalajara | 3                | 1                | 4                |                  |  |             |             |             |             |             |  |             |       |       |       |       |  |
|  |                  |                  |                  |                  |   | Guadalajara | 3                | 1                | 4                |                  |  |             |             |             |             |             |  |             |       |       |       |       |  |
|  |                  |                  | Atlante          | 1                | 0 | 1           |                  |                  |                  |                  |  |             |             |             |             |             |  |             |       |       |       |       |  |
|  | Pachuca          | 1                | Atlante          | 1                | 0 | 1           | 2                | 3                |                  |                  |  |             |             |             |             |             |  |             |       |       |       |       |  |
|  | Pachuca          | 1                |                  |                  |   |             |                  |                  |                  |                  |  |             |             |             |             |             |  |             |       |       |       |       |  |
|  | Atlante          | 3                | 1                | 4                |   |             |                  |                  |                  |                  |  |             |             |             |             |             |  |             |       |       |       |       |  |
|  | Atlante          | 3                | 1                | 4                |   |             |                  |                  |                  |                  |  | Guadalajara | 3           | 2           | 5           |             |  |             |       |       |       |       |  |
|  |                  |                  |                  |                  |   |             |                  |                  |                  |                  |  | Guadalajara | 3           | 2           | 5           |             |  |             |       |       |       |       |  |
|  |                  |                  | Veracruz         | 1                | 1 | 2           |                  |                  |                  |                  |  |             |             |             |             |             |  |             |       |       |       |       |  |
|  | Oro (p.)         | 2                | Veracruz         | 1                | 1 | 2           | 3                | 5 (7)            |                  |                  |  |             |             |             |             |             |  |             |       |       |       |       |  |
|  | Oro (p.)         | 2                |                  |                  |   |             |                  |                  |                  |                  |  |             |             |             |             |             |  |             |       |       |       |       |  |
|  | Toluca           | 2                | 3                | 5 (6)            |   |             |                  |                  |                  |                  |  |             |             |             |             |             |  |             |       |       |       |       |  |
|  | Toluca           | 2                | 3                | 5 (6)            |   | Oro         | 0                | 1                | 1                |                  |  |             |             |             |             |             |  |             |       |       |       |       |  |
|  |                  |                  |                  |                  |   | Oro         | 0                | 1                | 1                |                  |  |             |             |             |             |             |  |             |       |       |       |       |  |
|  |                  |                  | Veracruz         | 1                | 1 | 2           |                  |                  |                  |                  |  |             |             |             |             |             |  |             |       |       |       |       |  |
|  | Veracruz         | 2                | Veracruz         | 1                | 1 | 2           | 1                | 3                |                  |                  |  |             |             |             |             |             |  |             |       |       |       |       |  |
|  | Veracruz         | 2                |                  |                  |   |             |                  |                  |                  |                  |  |             |             |             |             |             |  |             |       |       |       |       |  |
|  | América          | 0                | 2                | 2                |   |             |                  |                  |                  |                  |  |             |             |             |             |             |  |             |       |       |       |       |  |
|  | América          | 0                | 2                | 2                |   |             |                  |                  |                  |                  |  |             |             |             |             |             |  | Guadalajara | 2     | 3     | 5     |       |  |
|  |                  |                  |                  |                  |   |             |                  |                  |                  |                  |  |             |             |             |             |             |  | Guadalajara | 2     | 3     | 5     |       |  |
|  |                  |                  | Torreón          | 1                | 2 | 3           |                  |                  |                  |                  |  |             |             |             |             |             |  |             |       |       |       |       |  |
|  | Necaxa (t.s.)    | 0                | Torreón          | 1                | 2 | 3           | 3                | 3                |                  |                  |  |             |             |             |             |             |  |             |       |       |       |       |  |
|  | Necaxa (t.s.)    | 0                |                  |                  |   |             |                  |                  |                  |                  |  |             |             |             |             |             |  |             |       |       |       |       |  |
|  | Atlas            | 1                | 1                | 2                |   |             |                  |                  |                  |                  |  |             |             |             |             |             |  |             |       |       |       |       |  |
|  | Atlas            | 1                | 1                | 2                |   | Necaxa      | 0                | 1                | 1                |                  |  |             |             |             |             |             |  |             |       |       |       |       |  |
|  |                  |                  |                  |                  |   | Necaxa      | 0                | 1                | 1                |                  |  |             |             |             |             |             |  |             |       |       |       |       |  |
|  |                  |                  | León             | 0                | 3 | 3           |                  |                  |                  |                  |  |             |             |             |             |             |  |             |       |       |       |       |  |
|  | León (t.s.)      | 0                | León             | 0                | 3 | 3           | 2                | 2                |                  |                  |  |             |             |             |             |             |  |             |       |       |       |       |  |
|  | León (t.s.)      | 0                |                  |                  |   |             |                  |                  |                  |                  |  |             |             |             |             |             |  |             |       |       |       |       |  |
|  | Cruz Azul        | 1                | 0                | 1                |   |             |                  |                  |                  |                  |  |             |             |             |             |             |  |             |       |       |       |       |  |
|  | Cruz Azul        | 1                | 0                | 1                |   |             |                  |                  |                  |                  |  | León        | 0           | 1           | 1           |             |  |             |       |       |       |       |  |
|  |                  |                  |                  |                  |   |             |                  |                  |                  |                  |  | León        | 0           | 1           | 1           |             |  |             |       |       |       |       |  |
|  |                  |                  | Torreón          | 1                | 2 | 3           |                  |                  |                  |                  |  |             |             |             |             |             |  |             |       |       |       |       |  |
|  | UNAM             | 1                | Torreón          | 1                | 2 | 3           | 0                | 1                |                  |                  |  |             |             |             |             |             |  |             |       |       |       |       |  |
|  | UNAM             | 1                |                  |                  |   |             |                  |                  |                  |                  |  |             |             |             |             |             |  |             |       |       |       |       |  |
|  | Monterrey        | 2                | 1                | 3                |   |             |                  |                  |                  |                  |  |             |             |             |             |             |  |             |       |       |       |       |  |
|  | Monterrey        | 2                | 1                | 3                |   | Monterrey   | 1                | 1                | 2                |                  |  |             |             |             |             |             |  |             |       |       |       |       |  |
|  |                  |                  |                  |                  |   | Monterrey   | 1                | 1                | 2                |                  |  |             |             |             |             |             |  |             |       |       |       |       |  |
|  |                  |                  | Torreón          | 3                | 0 | 3           |                  |                  |                  |                  |  |             |             |             |             |             |  |             |       |       |       |       |  |
|  | Torreón (p.)     | 1                | Torreón          | 3                | 0 | 3           | 1                | 2 (4)            |                  |                  |  |             |             |             |             |             |  |             |       |       |       |       |  |
|  | Torreón (p.)     | 1                |                  |                  |   |             |                  |                  |                  |                  |  |             |             |             |             |             |  |             |       |       |       |       |  |
|  | Laguna           | 1                | 1                | 2 (3)            |   |             |                  |                  |                  |                  |  |             |             |             |             |             |  |             |       |       |       |       |  |
|  | Laguna           | 1                | 1                | 2 (3)            |   |             |                  |                  |                  |                  |  |             |             |             |             |             |  |             |       |       |       |       |  |
|  |                  |                  |                  |                  |   |             |                  |                  |                  |                  |  |             |             |             |             |             |  |             |       |       |       |       |  |

### Octavos de final
El primer partido del torneo se efectuó el día miércoles 9 de abril de 1969 en el Estadio Jalisco, el Guadalajara actuó como local ante el Irapuato. De los partidos de ida restantes, uno se realizó el 10 de abril, otros dos el 12 de abril y los cuatro restantes el 13 de abril.
Guadalajara - Irapuato
| 9 de abril de 1969 | Guadalajara | 0:0 | Irapuato | Estadio Jalisco, Guadalajara |  |
|                    |             |     |          | Árbitro(s): Javier Galindo   |  |

| 3 de mayo de 1969 | Irapuato      | 1:2 (1:0) | Guadalajara                 | Estadio Sergio León Chávez, Irapuato |                            |
|                   | Perrichón 32' |           | Valdivia 60' · Calderón 70' | Árbitro(s): Manuel Miranda           | Árbitro(s): Manuel Miranda |

Atlante - Pachuca
| 10 de abril de 1969 | Atlante                            | 3:1 (1:0) | Pachuca       | Estadio Azteca, Ciudad de México |  |
|                     | Basaguren 17', 58' · Rodríguez 46' |           | Rodríguez 60' |                                  |  |

| 20 de abril de 1969 | Pachuca                  | 2:1 (0:1) | Atlante       | Estadio Revolución, Pachuca de Soto |  |
|                     | Zárate 59' · Leturia 75' |           | Hernández 23' |                                     |  |

América - Veracruz
| 13 de abril de 1969 | América | 0:2 (1:0) | Veracruz                    | Estadio Azteca, Ciudad de México |                                 |
|                     |         |           | Ubiracy 19' · Hernández 87' | Árbitro(s): Mario Rubio Vázquez  | Árbitro(s): Mario Rubio Vázquez |

| 20 de abril de 1969 | Veracruz    | 1:2 (0:0) | América                           | Parque Deportivo Veracruzano, Veracruz |                                |
|                     | Ubiracy 69' |           | Rodríguez 57' · Montes 87' (a.g.) | Árbitro(s): Domingo de la Mora         | Árbitro(s): Domingo de la Mora |

Toluca - Oro
| 13 de abril de 1969 | Toluca                     | 2:2 (1:0) | Oro             | Estadio Luis Gutiérrez Dosal, Toluca de Lerdo |  |
|                     | Barajas 13' · Martínez 67' |           | Romero 49', 86' |                                               |  |

| 19 de abril de 1969 | Oro                                                    | 3:3 (1:1) (4:4 t. s.)(7:6 p.) | Toluca                                             | Estadio Jalisco, Guadalajara |                             |
|                     | Martínez 1' · Villanueva 75', 77' · Brambila 91' (t.s) |                               | Dosal 33' · Figueroa 53' · Romero 83', 104' (t.s.) | Árbitro(s): Ricardo Basurto  | Árbitro(s): Ricardo Basurto |
|                     |                                                        | Tiros desde el punto penal    |                                                    |                              |                             |
|                     | Brambila · Brambila · Brambila                         |                               | Dosal · Dosal · Dosal                              |                              |                             |

Atlas - Necaxa
| 12 de abril de 1969 | Atlas     | 1:0 (1:0) | Necaxa | Estadio Jalisco, Guadalajara |                            |
|                     | Pérez 42' |           |        | Árbitro(s): Manuel Miranda   | Árbitro(s): Manuel Miranda |

| 17 de abril de 1969 | Necaxa                                  | 3:1 (2:1; 1:0) (3:1 t. s.) | Atlas     | Estadio Azteca, Ciudad de México   |                                    |
|                     | Linares 34' · Majewski 45' · Borja 104' |                            | Torres 6' | Árbitro(s): Marco Antonio Dorantes | Árbitro(s): Marco Antonio Dorantes |

Cruz Azul - León
| 13 de abril de 1969 | Cruz Azul | 1:0 (1:0) | León | Estadio 10 de diciembre, Tula de Allende |  |
|                     | Pérez 21' |           |      |                                          |  |

| 20 de abril de 1969 | León             | 2:0 (1:0; 1:0) (2:0 t. s.) | Cruz Azul | Estadio León, León de Los Aldama |  |
|                     | Estrada 75', 93' |                            |           |                                  |  |

Monterrey - Universidad
| 12 de abril de 1969 | Monterrey              | 2:1 (2:1) | UNAM        | Estadio Tecnológico, Monterrey |                          |
|                     | Flores 5' · Chagas 33' |           | Velarde 44' | Árbitro(s): Diego Di Leo       | Árbitro(s): Diego Di Leo |

| 20 de abril de 1969 | UNAM | 0:1 (0:1) | Monterrey  | Estadio Olímpico Universitario, Ciudad de México |                                  |
|                     |      |           | Chagas 46' | Árbitro(s): Marcel Pérez Guevara                 | Árbitro(s): Marcel Pérez Guevara |

Laguna - Torreón
| 13 de abril de 1969 | Laguna    | 1:1 (1:0) | Torreón    | Estadio San Isidro, Torreón |                             |
|                     | Reyes 26' |           | Torres 78' | Árbitro(s): Arturo Yamasaki | Árbitro(s): Arturo Yamasaki |

| 21 de abril de 1969 | Laguna                   | 1:1 (1:0) (5:3 p.)         | Torreón                     | Estadio Revolución, Torreón |                          |
|                     | Lobatón 28'              |                            | Epaminondas 51'             | Árbitro(s): Diego Di Leo    | Árbitro(s): Diego Di Leo |
|                     |                          | Tiros desde el punto penal |                             |                             |                          |
|                     | Zamora · Zamora · Zamora |                            | Barbosa · Barbosa · Barbosa |                             |                          |

### Cuartos de final
Los cuatro partidos de ida se disputaron el domingo 27 de abril de 1969. El primer partido de vuelta se jugó el jueves 1 de mayo, los siguientes dos fueron el sábado 3 de mayo y el restante se jugó el domingo 4 de mayo.
Atlante - Guadalajara
| 27 de abril de 1969 | Atlante       | 1:3 (1:1) | Guadalajara                           | Estadio Azteca, Ciudad de México |                            |
|                     | Basaguren 17' |           | Gómez 10' · Valdivia 52' · Olague 61' | Árbitro(s): Javier Galindo       | Árbitro(s): Javier Galindo |

| 3 de mayo de 1969 | Guadalajara  | 1:0 (0:0) | Atlante | Estadio Jalisco, Guadalajara |                          |
|                   | Valdivia 71' |           |         | Árbitro(s): Diego Di Leo     | Árbitro(s): Diego Di Leo |

Veracruz - Oro
| 27 de abril de 1969 | Veracruz      | 1:0 (1:0) | Oro | Parque Deportivo Veracruzano, Veracruz |                                        |
|                     | Hernández 39' |           |     | Árbitro(s): Alfonso González Archundia | Árbitro(s): Alfonso González Archundia |

| 1 de mayo de 1969 | Oro          | 1:1 (0:1) | Veracruz     | Estadio Jalisco, Guadalajara |                            |
|                   | Martínez 61' |           | González 40' | Árbitro(s): Vicente Medina   | Árbitro(s): Vicente Medina |

León - Necaxa
| 27 de abril de 1969 | León | 0:0 | Necaxa | Estadio León, León de Los Aldama |  |

| 4 de mayo de 1969 | Necaxa       | 1:3 (1:1) | León                          | Estadio Azteca, Ciudad de México |  |
|                   | Regueiro 10' |           | Estrada 36', 50' · Valdez 65' |                                  |  |

Torreón - Monterrey
| 27 de abril de 1969 | Torreón                              | 3:1 (0:1) | Monterrey  | Estadio Revolución, Torreón       |                                   |
|                     | Torres 52' · Aguilar 58' · Ramos 88' |           | Chagas 32' | Árbitro(s): Abel Aguilar Elizalde | Árbitro(s): Abel Aguilar Elizalde |

| 3 de mayo de 1969 | Monterrey  | 1:0 (1:0) | Torreón | Estadio Tecnológico, Monterrey |                             |
|                   | Flores 32' |           |         | Árbitro(s): Ricardo Basurto    | Árbitro(s): Ricardo Basurto |

### Semifinales
Los juegos de ida de las semifinales se disputaron el día domingo 11 de mayo de 1969. Una semana después se disputaron los partidos de vuelta, el sábado 17 de mayo y domingo 18 de mayo de 1969.
Veracruz - Guadalajara
| 11 de mayo de 1969 | Veracruz    | 1:3 (0:1) | Guadalajara                 | Parque Deportivo Veracruzano, Veracruz |                             |
|                    | Ubiracy 77' |           | Onofre 20' · Gómez 81', 85' | Árbitro(s): Arturo Yamasaki            | Árbitro(s): Arturo Yamasaki |

| 17 de mayo de 1969 | Guadalajara     | 2:1 (1:0) | Veracruz      | Estadio Jalisco, Guadalajara           |                                        |
|                    | Onofre 22', 71' |           | Hernández 75' | Árbitro(s): Alfonso González Archundia | Árbitro(s): Alfonso González Archundia |

Torreón - León
| 11 de mayo de 1969 | Torreón     | 1:0 (1:0) | León | Estadio Revolución, Torreón            |                                        |
|                    | Aguilar 30' |           |      | Árbitro(s): Alfonso González Archundia | Árbitro(s): Alfonso González Archundia |

| 18 de mayo de 1969 | León       | 1:2 (0:0) | Torreón               | Estadio León, León de los Aldama |                          |
|                    | Valdez 88' |           | Ramos 50' · Trigo 68' | Árbitro(s): Diego Di Leo         | Árbitro(s): Diego Di Leo |

### Ida
El juego de ida de la gran final se celebró en el Estadio de la Revolución de la Comarca Lagunera, el cual presentó un lleno. El Guadalajara se impuso por marcador de 2-1, con anotaciones de Carlos “El Cuate’’ Calderón y autogol de Jesús Puentes a disparo de Francisco Jara, mientras que por el Torreón marcó Elías “La Chuleta’’ Aguilar. Fue tal expectativa que generó el duelo que éste fue el primer juego de los Diablos Blancos que se transmitió por televisión desde Torreón a todo el país.
Para este encuentro Guadalajara alineó con Gilberto “Coco’’ Rodríguez en la portería, Jáuregui, Jaime López, Villalobos y José “El Jamaicón’’ Villegas en la defensa, Alberto Onófre y Raúl Monroy en el medio campo, Carlos “El Cuate’’ Calderón, Javier “El Cabo’’ Valdivia, Raúl “Willy’’ Gómez y Francisco Jara en el ataque. Herrada sustituyó a Villalobos en el minuto 55 y Ponce sustituyó a Monroy en el minuto 60.
Por el Torreón alinearon Raúl “Güero” Navarro, Antonio Pazos, Francisco Javier Lima, Jesús Puentes y Guillermo "Popi" Correa en la defensa, Julio Villanueva y Sánchez en la media, y Elías Aguilar, Hugo Lobatón, José "Caica" Zamora y Raúl Ramos como atacantes. Al medio tiempo Heriberto Trigo sustituyó a Ramos y Genaro Torres a Sánchez.
| 1  | PO | Raúl Navarro          |     |
| 2  | DF | Antonio Pazos         |     |
| 3  | DF | Francisco Javier Lima |     |
| 4  | DF | Jesús Puentes         |     |
| 5  | DF | Guillermo Correa      |     |
| 6  | MC | Julio Villanueva      |     |
| 7  | MC | Salvador Sánchez      | 45' |
| 8  | DE | Elías Aguilar         |     |
| 9  | DE | Hugo Lobatón          |     |
| 10 | DE | José Caica Zamora     |     |
| 11 | DE | Raúl Ramos            | 45' |
| DT | DT | Grimaldo González     |     |

| 1  | PO | Gilberto Rodríguez  |     |
| 2  | DF | Ignacio Jáuregui    |     |
| 3  | DF | Jaime López         |     |
| 4  | DF | Gregorio Villalobos | 55' |
| 5  | MC | José Villegas       |     |
| 6  | MC | Alberto Onofre      |     |
| 7  | MC | Raúl Monroy         |     |
| 8  | DE | Carlos Calderón     |     |
| 9  | DE | Javier Valdivia     |     |
| 10 | DE | Raúl Gómez          |     |
| 11 | DE | Francisco Jara      |     |
| DT | DT | Jesús Ponce         |     |

| 11 | DE | Heriberto Trigo | 45' |
| 7  | DE | Genaro Torres   | 45' |

| 4 | MC | Pedro Herrada | 55' |

|  | 64' | Elías Aguilar | 1-2 |
|  |     |               |     |

|  | 12' | Carlos Calderón      | 0-1 |
|  | 57' | Jesús Puentes (a.g.) | 0-2 |

| Árbitro: | Arturo Yamasaki |

| 1  | PO | Raúl Navarro          |     |
| 2  | DF | Antonio Pazos         |     |
| 3  | DF | Francisco Javier Lima |     |
| 4  | DF | Jesús Puentes         |     |
| 5  | DF | Guillermo Correa      |     |
| 6  | MC | Julio Villanueva      |     |
| 7  | MC | Salvador Sánchez      | 45' |
| 8  | DE | Elías Aguilar         |     |
| 9  | DE | Hugo Lobatón          |     |
| 10 | DE | José Caica Zamora     |     |
| 11 | DE | Raúl Ramos            | 45' |
| DT | DT | Grimaldo González     |     |

| 1  | PO | Gilberto Rodríguez  |     |
| 2  | DF | Ignacio Jáuregui    |     |
| 3  | DF | Jaime López         |     |
| 4  | DF | Gregorio Villalobos | 55' |
| 5  | MC | José Villegas       |     |
| 6  | MC | Alberto Onofre      |     |
| 7  | MC | Raúl Monroy         |     |
| 8  | DE | Carlos Calderón     |     |
| 9  | DE | Javier Valdivia     |     |
| 10 | DE | Raúl Gómez          |     |
| 11 | DE | Francisco Jara      |     |
| DT | DT | Jesús Ponce         |     |

| 11 | DE | Heriberto Trigo | 45' |
| 7  | DE | Genaro Torres   | 45' |

| 4 | MC | Pedro Herrada | 55' |

|  | 64' | Elías Aguilar | 1-2 |
|  |     |               |     |

|  | 12' | Carlos Calderón      | 0-1 |
|  | 57' | Jesús Puentes (a.g.) | 0-2 |

| Árbitro: | Arturo Yamasaki |

### Vuelta
El partido de vuelta se llevó a cabo en el Estadio Jalisco de la ciudad de Guadalajara, el día 31 de mayo de 1969 a las 20:30 horas. 
El Guadalajara disputaría el encuentro con el mismo cuadro que ganó en la Comarca lagunera, mientras que por el Torreón alineó el novato Juan Manuel Chavarría, moviendo a Hugo Lobatón al mediocampo e ingresado a Genaro Torres de inicio en la delantera.
En este encuentro Alberto Onofre anotó un gol olímpico.
| 1  | PO | Gilberto Rodríguez  |     |
| 2  | DF | Ignacio Jáuregui    |     |
| 3  | DF | Jaime López         |     |
| 4  | DF | Gregorio Villalobos |     |
| 5  | MC | José Villegas       |     |
| 6  | MC | Alberto Onofre      |     |
| 7  | MC | Raúl Monroy         |     |
| 8  | DE | Carlos Calderón     |     |
| 9  | DE | Javier Valdivia     |     |
| 10 | DE | Raúl Gómez          |     |
| 11 | DE | Francisco Jara      | 43' |
| DT | DT | Jesús Ponce         |     |

| 1  | PO | René Vizcaíno         |     |
| 2  | DF | Antonio Pazos         |     |
| 3  | DF | Francisco Javier Lima |     |
| 4  | DF | Juan Manuel Chavarría | 45' |
| 5  | DF | Guillermo Correa      |     |
| 6  | MC | Julio Villanueva      |     |
| 7  | MC | Hugo Lobatón          |     |
| 8  | DE | Elías Aguilar         |     |
| 9  | DE | Genaro Torres         | 45' |
| 10 | DE | José Caica Zamora     |     |
| 11 | DE | Raúl Ramos            |     |
| DT | DT | Grimaldo González     |     |

| 9 | DE | Sabás Ponce | 43' |

| 4 | MC | Jesús Puentes   | 45' |
| 9 | MC | Heriberto Trigo | 45' |

|  | 14' | Carlos Calderón | 1-1 |
|  | 32' | Raúl Gómez      | 2-1 |
|  | 87' | Alberto Onofre  | 3-2 |
|  |     |                 |     |

|  | 2'  | Elías Aguilar   | 1-0 |
|  | 77' | Heriberto Trigo | 2-2 |

| Árbitro: | Abel Aguilar |

| 1  | PO | Gilberto Rodríguez  |     |
| 2  | DF | Ignacio Jáuregui    |     |
| 3  | DF | Jaime López         |     |
| 4  | DF | Gregorio Villalobos |     |
| 5  | MC | José Villegas       |     |
| 6  | MC | Alberto Onofre      |     |
| 7  | MC | Raúl Monroy         |     |
| 8  | DE | Carlos Calderón     |     |
| 9  | DE | Javier Valdivia     |     |
| 10 | DE | Raúl Gómez          |     |
| 11 | DE | Francisco Jara      | 43' |
| DT | DT | Jesús Ponce         |     |

| 1  | PO | René Vizcaíno         |     |
| 2  | DF | Antonio Pazos         |     |
| 3  | DF | Francisco Javier Lima |     |
| 4  | DF | Juan Manuel Chavarría | 45' |
| 5  | DF | Guillermo Correa      |     |
| 6  | MC | Julio Villanueva      |     |
| 7  | MC | Hugo Lobatón          |     |
| 8  | DE | Elías Aguilar         |     |
| 9  | DE | Genaro Torres         | 45' |
| 10 | DE | José Caica Zamora     |     |
| 11 | DE | Raúl Ramos            |     |
| DT | DT | Grimaldo González     |     |

| 9 | DE | Sabás Ponce | 43' |

| 4 | MC | Jesús Puentes   | 45' |
| 9 | MC | Heriberto Trigo | 45' |

|  | 14' | Carlos Calderón | 1-1 |
|  | 32' | Raúl Gómez      | 2-1 |
|  | 87' | Alberto Onofre  | 3-2 |
|  |     |                 |     |

|  | 2'  | Elías Aguilar   | 1-0 |
|  | 77' | Heriberto Trigo | 2-2 |

| Árbitro: | Abel Aguilar |

|                                  |
| Guadalajara Campeón 2.do título. |